# 11242 Franspost
11242 Franspost (2144 T-1) là một tiểu hành tinh vành đai chính.